# Heatwave (Robin Schulz)
Heatwave is een nummer van de Duitse deephouse-dj Robin Schulz uit 2016, ingezongen door de Amerikaanse r&b-zanger Akon. Het is de vierde en laatste single van Schulz' tweede studioalbum Sugar.
"Heatwave" werd een bescheiden hit in Duitsland, Oostenrijk en Zweden. In Duitsland, Robin Schulz' thuisland, haalde het nummer de 30e positie. In Nederland haalde het nummer de 8e positie in de Tipparade, en in Vlaanderen werd het ook slechts een tip.